# Leonhard Sickenberger
Leonhard Sickenberger (* 26. März 1752 auf dem Weiberhof bei Sailauf; † 25. April 1826 ebenda) war ein deutscher Landwirt und Abgeordneter.

## Leben
Sickenberger war der Sohn des Landwirts Jakob Sickenberger und dessen Ehefrau Elisabeth. Er war katholischer Konfession und heiratete Sophia Köhler aus Aschaffenburg.
Sickenberger lebte als Hofbauer und Centhauptmann auf dem Weiberhof.
Politisch war er von 1810 bis 1813 Mitglied des Departementsrats und des Departements-Wahlkollegiums des Departements Aschaffenburg. Vom 11. Oktober 1810 bis zum 28. Oktober 1813 war er Mitglied der Ständeversammlung des Großherzogtums Frankfurt für das Departement Aschaffenburg und den Stand der Güterbesitzer.